# Reina Hispanoamericana 2012
Reina Hispanoamericana 2012 fue la vigésima segunda edición del certamen Reina Hispanoamericana, celebrada el 25 de octubre de 2012 en Santa Cruz de la Sierra, Bolivia.
Para la edición de ese año, compitieron 22 candidatas de América y España, siendo Sarodj Bertin de Haití la ganadora de esta edición y coronada como a Reina Hispanoamericana 2012.

## Resultados

### Posiciones
| Posición                       | Candidata                      |
| ------------------------------ | ------------------------------ |
| Reina Hispanoamericana 2012    | - Haití - Sarodj Bertin        |
| Virreina Hispanoamericana 2012 | - España - Juliana Sampaio     |
| Primera Finalista              | - Bolivia - Alexia Viruez      |
| Segunda Finalista              | - Paraguay - Stephania Stegman |
| Tercera Finalista              | - Brasil - Jeanine Castro      |
| Cuarta Finalista               | - Panamá - Ana Ibáñez Carles   |
| Quinta Finalista               | - Cuba - Damaris Aguiar        |

## Premios especiales
| Premio               | Territorio     | Delegadas            |
| Miss Elegancia       | México         | Jeraldine González   |
| Miss Simpatía        | Chile          | Roció Gutiérrez      |
| Chica Amazonas       | Paraguay       | Stephania Stegman    |
| Miss Fotogenica      | Paraguay       | Stephania Stegman    |
| Miss Deporte         | España         | Juliana Sampaio      |
| Mejor Traje Nacional | Panamá         | Ana Lorena Ibáñez    |
| Mejor Rostro         | Bolivia        | Alexia Viruez Pictor |
| Mejor Cuerpo         | Haití          | Sarodj Bertin        |
| Miss Armonía         | Cuba           | Damaris Aguiar       |
| Mejor Sonrisa        | España         | Juliana Sampaio      |
| Mejor Cabello        | España         | Juliana Sampaio      |
| Miss Facebook        | Estados Unidos | Joely Bernat         |

## Cuadro de Candidatas
| Nación         | Delegada                       | Edad | Estatura | Lugar de residencia |
| Argentina      | Bárbara Saavedra               | 22   | 1.75     | Campana             |
| Bolivia        | Alexia Viruez Pictor           | 18   | 1.77     | Santa Cruz          |
| Brasil         | Jeanine Cristiane Castro       | 27   | 1.83     | Sete Lagoas         |
| Chile          | Rocío Gutiérrez                | 27   | 1.75     | Santiago de Chile   |
| Colombia       | Jennifer Martínez Martínez     | 24   | 1.75     | Popayán             |
| Costa Rica     | Suryen Natalia Alvarado Jara   | 24   | 1.78     | Palmares            |
| Cuba           | Damaris Yamila Aguiar Gómez    | 25   | 1.68     | Cienfuegos          |
| Curazao        | Angenie Simon                  | 26   | 1.73     | Willemstad          |
| Ecuador        | Nicole Valeria Cevallos Correa | 21   | 1.73     | Guayaquil           |
| El Salvador    | Katia Lobos Iraheta            | 22   | 1.73     | San Salvador        |
| España         | Juliana Sampaio Almarcha       | 24   | 1.76     | Villareal           |
| Estados Unidos | Joely Bernat                   | 23   | 1.78     | Bronx               |
| Guatemala      | Cristina Marcucci Girón        | 24   | 1.72     | Ciudad de Guatemala |
| Haití          | Sarodj Bertin Durocher         | 26   | 1.75     | Puerto Príncipe     |
| Honduras       | Cinthia Janina Flores López    | 22   | 1.72     | Naranjito           |
| México         | Jeraldine González Meza        | 23   | 1.76     | Tijuana             |
| Nicaragua      | Virgina Arcia Claros           | 20   | 1.71     | Managua             |
| Panamá         | Ana Ibáñez Carles              | 22   | 1.74     | Penonomé            |
| Paraguay       | Stephania Stegman              | 19   | 1.77     | Asunción            |
| Perú           | Elba Fahsbender                | 21   | 1.79     | Piura               |
| Uruguay        | Camila Vezzoso                 | 18   | 1.74     | Montevideo          |
| Venezuela      | Adriana Cristina Küper Osorio  | 23   | 1.74     | Maracay             |